# دافيدي بالارديني
دافيدي بالارديني (بالإيطالية: Davide Ballardini)‏ (مواليد 6 يناير 1964 في رافينا - إيطالي) لاعب كرة قدم إيطالي معتزل كان يجيد اللعب في مركز الوسط المحوري وحاليا مدرب نادي الدرجة الأولى جنوى الإيطالي منذ 2010 .

## روابط خارجية
- دافيدي بالارديني على موقع قاعدة بيانات كرة القدم.إي يو (الإنجليزية)
- دافيدي بالارديني على موقع Soccerway.com (الإنجليزية)
- دافيدي بالارديني على موقع عالم كرة القدم.نت (الإنجليزية)
- دافيدي بالارديني على موقع كووورة